# Juan Sebastián Elcano (schip, 1927)
De Juan Sebastián de Elcano is een Spaans Tallship met vier masten dat als opleidingsschip voor de Spaanse marine gebruikt wordt. Ze is 113 meter lang en is hierdoor het derde grootste tall ship in de wereld.
Het schip is vernoemd naar de Spaanse ontdekkingsreiziger Juan Sebastián Elcano.

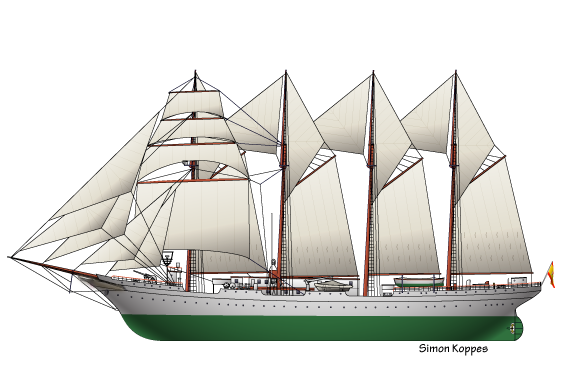
Lijntekening van de Juan Sebastián Elcano

Het schip, dat nu de naam Juan Sebastián de Elcano draagt, zou oorspronkelijk Minerva gaan heten, naar de Romeinse godin van dichtkunst, geneeskunde, wijsheid, handel en magie (zij is vergelijkbaar met de Griekse godin Athene). Minerva is als boegbeeld nog steeds aanwezig op het schip. Koning Alfonso XIII besloot echter bij Koninklijk Besluit het schip te vernoemen naar de beroemde Spaanse ontdekkingsreiziger Elcano die als eerste rond de wereld zeilde. De koning besloot ook het schip te eren met het Elcano wapenschild dat door Keizer Karel V aan de Elcano familie was toegekend. Op het wapenschild staat de wereldbol met de spreuk: "Primus Circumdedisti Mi" (betekent: "Eerste die rond mij ging").
In 1927 in Cadiz gebouwd , is het schip, getuigd als topzeilschoener, het grootste in zijn soort. Met zijn 113 meter (370 voet) is hij de op twee na grootste windjammer van de wereld. De vier masten zijn vernoemd naar de opleidingsschepen die hem voor gingen. Van boeg tot achtersteven: Blanca, Almansa, Asturias en Nautilus.
Het schip wordt gebruikt voor het opleiden van cadetten van de Spaanse marine. Zowel de Spaanse koning Juan Carlos I als zijn zoon kroonprins Felipe de Bourbon hebben op het schip gediend. Tot 2010 heeft het schip achtmaal de Boston Teapot Trophy gewonnen.
De blauwdrukken van de Juan Sebastián de Elcano werden in 1952 weer gebruikt voor de bouw van het Chileense opleidingsschip Esmeralda, dat schip is echter als barkentijn getuigd.

## Technische gegevens
- tonnage:3.901 bruto
- waterverplaatsing: 3.612 ton
- lengte: 113 m over alles
- breedte: 13,1 m
- diepgang: 6,8 m
- masthoogte boven water: 49,9 m
- zeiloppervlak: 3.1530 m²
- MMSI: 224977000
- IMO: 8642567
- Call sign: EBCB